# Brightwell
Brightwell är en by och en civil parish i distriktet East Suffolk, Suffolk, England. Civil parish har 57 invånare (2001).